# Wheeler Peak (New Mexico)
Met een hoogte van 4013 m is Wheeler Peak de hoogste berg van de Amerikaanse staat New Mexico. Wheeler Peak is gelegen in Taos County, in het noorden van New Mexico, amper enkele kilometer ten zuidoosten van de Taos Ski Valley en een vijfentwintigtal kilometer ten noordoosten van Taos en Taos Pueblo.
Tot 1950 heette Wheeler Peak "Taos Peak", naar het nabijgelegen Taos. De naamsverandering naar "Wheeler Peak" is ter ere van George Montague Wheeler: een ontdekkingsreiziger die meerdere wetenschappelijke expedities doorheen het Zuidwesten van de Verenigde Staten leidde.

## Nabijgelegen bergen
Net ten noorden van Wheeler Peak ligt Mount Walter. Met een hoogte van 4003 m ligt de top van Mount Walter amper 10 m onder de top van Wheeler Peak en is Mount Walter de op een na hoogste piek van New Mexico. Met een topografische prominentie van amper 24 m tussen de twee pieken, wordt Mount Walter gewoonlijk echter niet als een aparte berg beschouwd, maar als een "subpiek" van Wheeler Peak. Door het kleine hoogteverschil tussen Wheeler Peak en Mount Walter én doordat Mount Walter op de weg naar de top van Wheeler Peak ligt, worden beide toppen vaak verward met elkaar. Ten westen van Wheeler Peak, aan de overzijde van Williams Lake, ligt Lake Fork Peak (3926 m).
Zowel Wheeler Peak, Mount Walter als Lake Fork Peak behoren tot de Taos Mountains: een gebergte binnen de Sangre de Cristo Mountains, die op hun beurt tot de zuidelijke uitlopers van de Rocky Mountains gerekend worden.
Wheeler Peak is het middelpunt van het 79,47 km² grote Wheeler Peak Wilderness area in het Carson National Forest. In 1970 werd ongeveer 190 km² van het Carson National Forest overgedragen aan de Pueblo. Een extra 3,09 km² werd in 1996 overgedragen aan de Pueblo.

## Beklimming
De meest gebruikelijke manier om Wheeler Peak te beklimmen is via de noordelijke rug van de berg. Deze route vertrekt in Taos Ski Valley en loopt eerst oostwaarts over een oude landweg tot aan het het Bull-of-the-Woods Meadow. Vervolgens gaat de route zuidwaarts over kleine pieken en door dalen tot aan de top van Wheeler Peak. Op de route naar de top van Wheeler Peak wordt ook de top van Mount Walter overwonnen. Deze route vergt vrij weinig wandel- en klimervaring en is zelfs in de winter goed te doen dankzij het lage risico op sneeuwlawines.
Een populaire alternatieve route vertrekt eveneens uit Taos Ski Valley. Deze route verlaat Taos Ski Valley echter zuidwaarts en passeert Williams Lake. Deze route werd pas in 2011 aangelegd.
Een derde route naar de top van de Wheeler Peak gaat via Forest Trail 91 en passeert Lost Lake en Horseshoe Lake.

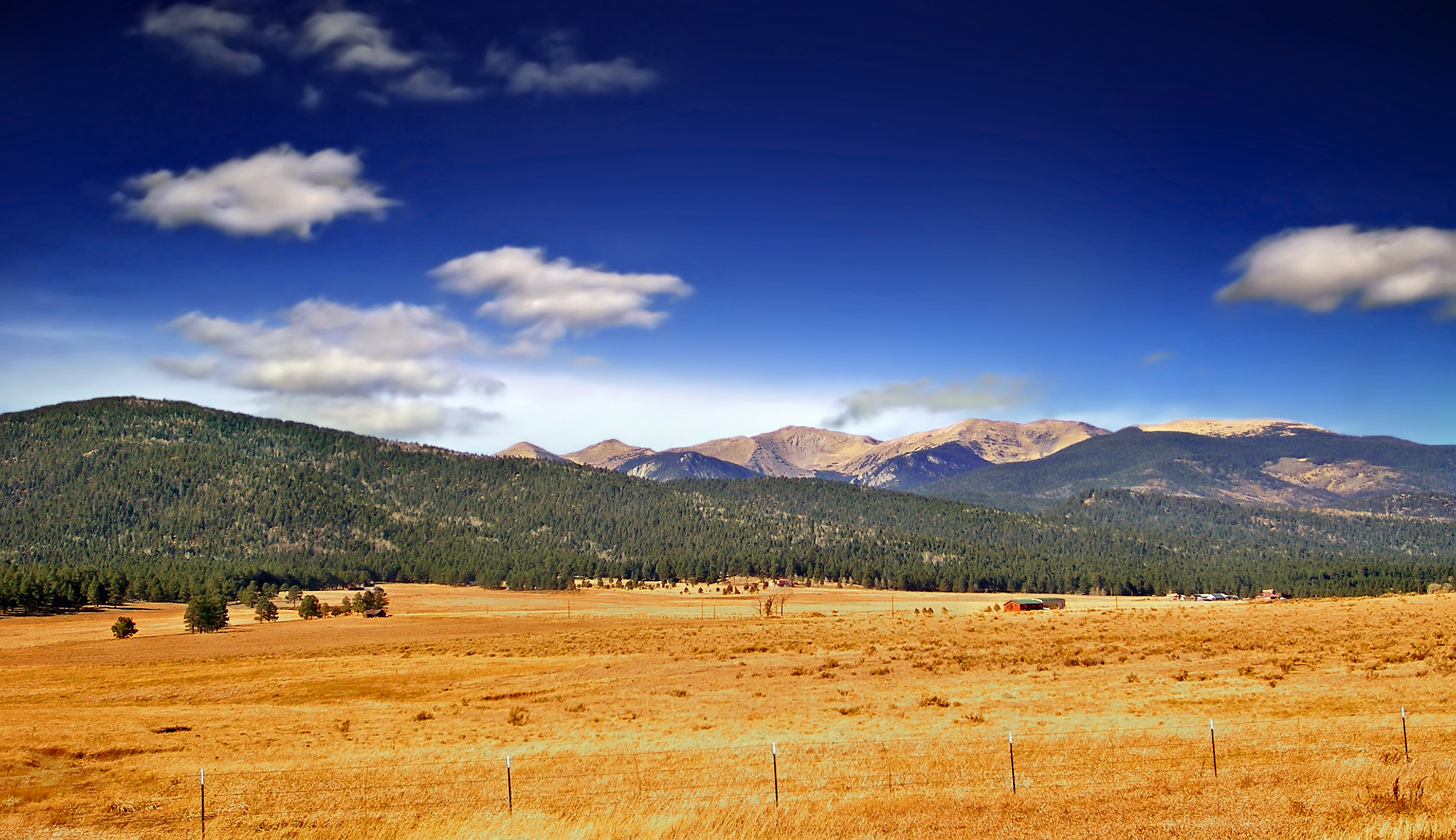
Zicht op Wheeler Peak en omgeving, vanaf Eagle Nest.